# ГАЕС Лак-Нуар
ГАЕС Лак-Нуар — гідроелектростанція на північному сході Франції у Вогезах. Споруджена між 1928 та 1934 роками, Лак-Нуар стала першою гідроакумулюючою станцією у країні.
Обидва резервуари цієї ГАЕС створені на лівих притоках річки Weisbach (La Weiss, через La Fecht та Ill відноситься до басейну Рейна). Верхній резервуар на Ruisseau-de-Lac-Blanc має площу поверхні 0,29 км2, об'єм до 3,8 млн м3 та можливість коливання рівня між позначками 1041 та 1058 метрів НРМ. Поверхня нижнього резервуару на Ruisseau-de-Lac-Noir, який має площу 0,14 км2 та об'єм 2 млн м3, може коливатись між позначками 932 та 951 метр НРМ.
Розташований на березі озера Lac-Noir машинний зал було обладнано чотирма турбінами типу Френсіс потужністю по 20 МВт, а також працюючими з ними через мотор-генератор чотирма насосами. У турбінному режимі напір становив від 85 метрів (що забезпечувало роботу турбін на рівні 60 % максимальної потужності), тоді як насоси розраховувались на підйом води до 117 метрів. Лімітований об'ємом нижнього резервуару час роботи станції становив до 7 годин у турбінному режимі, тоді як для зворотнього наповнення верхньої водойми витрачалось до 13 годин.
Вже невдовзі після введення станції в експлуатацію внаслідок розриву напірного водоводу загинуло 9 осіб. Після цього ГАЕС відпрацювала майже 70 років, поки не була зупинена у 2002 році внаслідок нового інциденту із затопленням машинного залу.
Власник станції компанія Electricité de France вирішила не відновлювати старе обладнання, а спорудити на основі двох резервуарів нову ГАЕС. Вона буде обладнана однією оборотною турбіною потужністю 55 МВт, розміщеною у підземній шахті глибиною 55 метрів. В межах цього проекту, вартість якого оцінюється у 70 млн євро, в 2014 році здійснили знесення старого машинного залу.